# Toortsschildwants
De toortsschildwants (Holcostethus sphacelatus) is een wants uit de familie schildwantsen (Pentatomidae).

## Uiterlijke kenmerken
De toortsschildwants is 9 tot 10 mm lang en is donkerbruin tot roodachtig van kleur. Hij is dik, zwart gepuncteerd. Er is een lichte smalle rand aan de zijkant van het halsschild. Het schildje scutellum heeft twee lichte vlekken aan de zijkant en een grote lichte vlek aan de onderkant. Het connexivum (aan de zijkant zichtbare deel van het achterlijf) is afwisselend wit en zwart gevlekt. De zwarte antennes hebben witte ringen.

## Verspreiding en habitat
In Europa en Noord-Afrika. In Nederland is hij heel zeldzaam.

## Leefwijze
Je vindt hem vooral op koningskaars (Verbascum thapsus) en struikhei (Calluna vulgaris)